# Plataforma Java
La plataforma Java es el nombre de un entorno o plataforma de computación originaria de Sun Microsystems, capaz de ejecutar aplicaciones desarrolladas usando el lenguaje de programación Java u otros lenguajes que compilen a bytecode y un conjunto de herramientas de desarrollo. En este caso, la plataforma no es un hardware específico o un sistema operativo, sino más bien una máquina virtual encargada de la ejecución de las aplicaciones, y un conjunto de bibliotecas estándar que ofrecen una funcionalidad común.
La plataforma es así llamada la plataforma Java (antes conocida como Plataforma Java 2), e incluye:
- Plataforma Java, Edición Estándar (Java Platform, Standard Edition), o Java SE (antes J2SE).
- Plataforma Java, Edición Empresa (Java Platform, Enterprise Edition), o Java EE (antes J2EE).
- Plataforma Java, Edición Micro (Java Platform, Micro Edition), o Java ME (antes J2ME).

Desde 2006, la versión actual de la Plataforma Java Standard Edition se le conoce como Java SE 6 como versión externa, y 1.6 como versión interna. Sin embargo, se prefiere el término versión 6. La plataforma incluye varias tecnologías distintas.

## Tecnologías Java
La Plataforma Java se compone de un amplio abanico de tecnologías, cada una de las cuales ofrece una parte del complejo de desarrollo o del entorno de ejecución en tiempo real. Por ejemplo, los usuarios finales suelen interactuar con la máquina virtual de Java y el conjunto estándar de bibliotecas. Además, las aplicaciones Java pueden usarse de forma variada, como por ejemplo ser incrustadas en una página web. Para el desarrollo de aplicaciones, se utiliza un conjunto de herramientas conocidas como JDK (Java Development Kit, o herramientas de desarrollo para Java).
Las tecnologías que existen en la plataforma Java son:
- Java SE
- Java EE
- Java ME
- Java Card
- Java SE[cita requerida]

### Java SE
es la plataforma estándar y objetivo de este tutorial sobre Java en la cual se recogen todas las funcionalidades básicas del lenguaje.
Dentro de estas funcionalidades básicas de Java encontramos: el uso de colecciones, acceso a ficheros con Java IO y NIO y bases de datos con JDBC, librerías para el desarrollo de aplicaciones de escritorio o web como Swing o JavaFX, librerías para la fecha y hora, posibilidad de crear aplicaciones multihilo, capacidades para realizar conexiones en red, manejo de contenido XML… incluso incluye la base de datos Java DB para el uso en memoria.
Si se comienza con Java lo más normal es descargar las librerías de Java SE.[cita requerida]

### Java EE
Java EE se crea para poder realizar aplicaciones empresariales con Java. De esta forma se dota a Java EE con capacidades de desarrollo de aplicaciones de servidor con tecnologías como Servlets, JSP o EJB.
Java EE nos permite realizar el desarrollo de servicios, ya sean WSDL (con JAX-WS), REST (con JAX-RS), o la creación de websockets.
Además ofrece un API de persistencia de objetos con JPA, capacidades de mensajería con Java Message, de correo electrónico con Java Mail o gestión de procesos batch.[cita requerida]

### Java ME
Java ME es la implementación de Java que nace para la creación de aplicaciones móviles.
Si bien con el paso del tiempo se ha ido enfocando más para el desarrollo de dispositivos IoT (Internet of Things): televisiones, sensores, impresoras,…
Así, dentro de Java ME podemos encontrar:
Java TV, para el desarrollo de aplicaciones en TV o en dispositivos multimedia.
Java Embedded, que nos permite crear diferentes perfiles de desarrollo de “aplicaciones incrustadas”, que además no tienen interface gráfica.[cita requerida]

### Java Cards
Es la tecnología de Java que sirve para el desarrollo de aplicaciones que vayan a ir en tarjetas inteligentes, aquellas que llevan un chip y poca capacidad de procesamiento y memoria[cita requerida]

## Java Runtime Environment
Un programa destinado a la Plataforma Java necesita dos componentes en el sistema donde se va a ejecutar: una máquina virtual de Java (JVM), y un conjunto de bibliotecas para proporcionar los servicios que pueda necesitar la aplicación. La JVM que proporciona Sun Microsystems, junto con su implementación de las bibliotecas estándar, se conocen como Java Runtime Environment (JRE) o Entorno en tiempo de ejecución para Java. El JRE es lo mínimo que debe contener un sistema para poder ejecutar una aplicación Java sobre el mismo.[cita requerida]

### Máquina virtual de Java
El corazón de la Plataforma Java es el concepto común de un procesador “virtual” que ejecuta programas escritos en el lenguaje de programación Java. En concreto, ejecuta el código resultante de la compilación del código fuente, conocido como bytecode. Este “procesador” es la máquina virtual de Java o JVM (Java Virtual Machine), que se encarga de traducir (interpretar o compilar al vuelo) el bytecode en instrucciones nativas de la plataforma destino. Esto permite que una misma aplicación Java pueda ser ejecutada en una gran variedad de sistemas con arquitecturas distintas, siempre que cuente con una implementación adecuada de la JVM. Este hecho es lo que ha dado lugar a la famosa frase: “write once, run anywhere” (escribir una vez, ejecutar en cualquier parte). La condición es que no se utilicen llamadas nativas o funciones específicas de una plataforma y aun así no se asegura completamente que se cumpla una verdadera independencia de plataforma.
Desde la versión 1.2 de JRE, la implementación de la máquina virtual de Sun incluye un compilador JIT (Just In Time). De esta forma, en vez de la tradicional interpretación del código bytecode, que da lugar a una ejecución lenta de las aplicaciones, el JIT convierte el bytecode a código nativo de la plataforma destino. Esta segunda compilación del código penaliza en cuanto a tiempo, pero el código nativo resultante se ejecuta de forma más eficaz y rápida que si fuera interpretado. Otras técnicas de compilación dinámica del código durante el tiempo de ejecución permiten optimizar más aún el código, dejando atrás la losa que sobre Java caía en cuanto a su lentitud y en sus últimas versiones la JVM se ha optimizado a tal punto que ya no se considera una plataforma lenta en cuanto a ejecución de aplicaciones.
Sin embargo, no se puede decir que Java pueda compilar el código con un máximo de eficiencia, y aprovechar los beneficios en cuanto a velocidad de código máquina nativo. Aunque los compiladores cada vez son más avanzados, no todas las bibliotecas de Java tienen asociado un código máquina equivalente que utilizar. Por ejemplo, la biblioteca “reflect”, que permite a los programadores de Java explorar instrucciones que sólo están disponibles en tiempo de ejecución, está pobremente representado por código máquina.
Java no fue la primera plataforma basada en el concepto de una máquina virtual, aunque es la que ha gozado de una mayor difusión. El empleo de máquinas virtuales se había centrado principalmente en el uso de emuladores para ayudar al desarrollo de hardware en construcción o sistemas operativos, pero la JVM se diseñó para ser implementada completamente en software, y al mismo tiempo hacer que fuera portable a todo tipo de hardware.[cita requerida]

### Bibliotecas de Java
En la mayoría de los sistemas operativos actuales, se ofrece una cantidad de código para simplificar la tarea de programación. Este código toma la forma, normalmente, de un conjunto de bibliotecas dinámicas que las aplicaciones pueden llamar cuando lo necesiten. Pero la Plataforma Java está pensada para ser independiente del sistema operativo subyacente, por lo que las aplicaciones no pueden apoyarse en funciones dependientes de cada sistema en concreto. Lo que hace la Plataforma Java, es ofrecer un conjunto de bibliotecas estándar, que contiene mucha de las funciones reutilizables disponibles en los sistemas operativos actuales.
Las bibliotecas de Java tienen tres propósitos dentro de la Plataforma Java. Al igual que otras bibliotecas estándar, ofrecen al programador un conjunto bien definido de funciones para realizar tareas comunes, como manejar listas de elementos u operar de forma sofisticada sobre cadenas de caracteres. Además, las bibliotecas proporcionan una interfaz abstracta para tareas que son altamente dependientes del hardware de la plataforma destino y de su sistema operativo. Tareas tales como manejo de las funciones de red o acceso a ficheros, suelen depender fuertemente no. En el caso concreto anterior, las bibliotecas java.net y java.io implementan el código nativo internamente, y ofrecen una interfaz estándar para que aplicaciones Java puedan ejecutar tales funciones. Finalmente, no todas las plataformas soportan todas las funciones que una aplicación Java espera. En estos casos, las bibliotecas bien pueden emular esas funciones usando lo que esté disponible, o bien ofrecer un mecanismo para comprobar si una funcionalidad concreta está presente.[cita requerida]

## Lenguajes
La palabra Java, por sí misma, se refiere habitualmente al lenguaje de programación Java, que fue diseñado para usar con la Plataforma Java. Los lenguajes de programación se encuentran fuera del ámbito de lo que es una “plataforma”, aunque el lenguaje de programación Java es uno de los componentes fundamentales de la plataforma Java. El propio lenguaje y el entorno en tiempo de ejecución suelen considerarse una única entidad.
Sin embargo, fuera del entorno de Sun se han desarrollado un gran número de compiladores para la máquina virtual de Java (JVM). Algunos de estos lenguajes son:
- AspectJ
- Groovy
- Jabaco
- JRuby
- Jython
- Kotlin
- NetREXX
- Nice
- Pizza
- Rhino
- Scala[cita requerida]

## Plataformas similares
El éxito de Java y el concepto y eslogan «Write once, run anywhere» (‘escribir una vez, ejecutar en cualquier parte’), ha dado lugar a que se lleven a cabo iniciativas en el mismo sentido. El intento más claro es la plataforma .NET de Microsoft, que copia la mayoría de los conceptos e innovaciones de Java; de hecho, tiene una implementación de Java llamada Visual J# (antes conocida como J++).[cita requerida]